# Telepool
Die Telepool GmbH ist ein 1963 gegründetes Medienunternehmen mit Standorten in München (Firmenzentrale) und Zürich.

## Beschreibung
Die Telepool wurde am 19. April 1963 vom Bayerischen Rundfunk (BR), dem Österreichischen Rundfunk (ORF) und der Schweizerischen Radio- und Fernsehgesellschaft (SRG) als Film- und Fernsehhandelsgesellschaft zur Vermarktung eigener Produktionen und zum Erwerb von Fremdproduktionen in München gegründet.
Im Juni 2018 übernahmen der amerikanische Schauspieler und Produzent Will Smith (über seine Familienholding The Smith Family Circle) und Regisseur Marc Forster (über die von ihm mitgegründete Investmentfirma Elysian Fields) gemeinsam die Telepool GmbH von den bisherigen Eignern BR, MDR, SWR und SRG. Die Telepool galt zu diesem Zeitpunkt als chronisch intransparent und defizitär. Zugleich wandelte sich der Markt mit Filmrechten hin zu Komplettvermarktung von Lizenzpaketen, zum Beispiel auch für Computerspiele, was als schwer vereinbar mit dem Rundfunkstaatsvertrag gewertet wurde. Andererseits versuchten Filmschaffende wie Smith und Forster, auf diese Weise mehr Kontrolle und stärkere Teilhabe an den weiteren Vermarktungsketten ihrer Produktionen zu bekommen. Durch frühzeitigen Beitritt zur Produktion versucht das Unternehmen, sich zusätzlichen Zugang zu Rechten zu verschaffen und somit in einem komplexen Rechteumfeld die Dispositionshoheit zu erlangen. Gleichzeitig sollen die Produktionen durch die Expertise des Unternehmens in vielen Geschäftsfeldern profitieren, wobei das Unternehmen nicht den Anspruch erhebt, diese Umsetzungen immer selbst durchzuführen. Dieser Wandel zu einem One-Stop-Shop-Modell wurde 2019 mit einer Entwicklungsvereinbarung über drei Filmproduktionen mit Smiths Familienunternehmen Westbrook verdeutlicht. Zu den ersten Produktionen nach dem Wechsel zählten Der Spion, Killer’s Bodyguard 2, Ooops! 2 - Das Abenteuer geht weiter und die Will-Smith-Produktion King Richard.

## Unternehmensgliederung
Die Telepool betreibt ihr Kerngeschäft im deutschsprachigen Europa; dabei entwickelt, (ko-)produziert, verleiht und verwertet sie nationale und internationale Kino- und Fernseh-Filme sowie Serien.
Einige ihrer Geschäftsaktivitäten betreibt Telepool über 100-prozentige Tochterfirmen. Auf ihrer Website nennt sie:
- Weltvertrieb über Global Screen
- Home Entertainment (DVD, Blu-ray, VoD) über EuroVideo Medien GmbH
- Computerspielentwicklung über Wild River Games
- Die Onlinevideothek Videobuster wird von der Telepool-Tochter Netleih GmbH & Co. KG betrieben

### Eurovideo
Eurovideo wurde 1979 gegründet. Sie vermarktet hauptsächlich Filme, TV-Produktionen und Dokumentationen im Handel, historisch auch als Verleihtitel in Videotheken. Daneben entwickelte sie mit der Zeit ein Standbein im Computerspielmarkt, als Distributor für andere Unternehmen und später zunehmend auch als Publisher, bis der Geschäftsbereich als Wild River Games ausgegründet wurde.
Im September 2013 übernahm Telepool von Piccolofilm einen 50-%-Anteil an der Eurovideo Bildprogramm GmbH und wurde damit neben der Bavaria Film zum zweiten Anteilseigner. Telepool wollte mit dieser Übernahme sein Home-Entertainment-Segment und den Spielebereich ausbauen. Die Eurovideo übernahm dadurch unter anderem die Vermarktung des Telepool-Portfolios. Im folgenden Monat firmierte das Unternehmen zur EuroVideo Medien GmbH. Im März 2017 gab die Bavaria Film den Rückzug aus dem gemeinsamen Joint Venture bekannt, verkaufte seine Anteile an Eurovideo und Global Screen an Telepool und übernahm die Vermarktung der eigenen Produktionen wieder selbständig. Mit dieser Entflechtung der beiden Unternehmen, die in Teilen dieselben Gesellschafter aufwies, wurde der Verkauf der Telepool im folgenden Jahr vorbereitet.

### Wild River Games
Wild River Games entstand aus den Computerspielaktivitäten der Eurovideo heraus. Eurovideo hatte in den 2010er Jahren unter anderem für die deutschen Spieleentwickler Daedalic Entertainment und King Art den stationären Vertrieb diverser Titel übernommen. Das Unternehmen brachte Titel wie Ostwind, Halo Wars 2, Everspace, Black Mirror, Ori and the Blind Forest, The Book of Unwritten Tales 2, Die Zwerge und Battle Worlds: Kronos in den Einzelhandel.
Im Oktober 2017 verpflichtete Eurovideo als neuen Leiter der Gamesparte den ehemaligen Entwickler und Manager Marc Wardenga (u. a. Software 2000, CDV). Mit Wardenga als Verantwortlichem wurde ab Februar 2018 ein eigenes Label mit dem Namen Wild River Games ins Leben gerufen, im selben Zeitraum vereinbarte Eurovideo eine Vertriebskooperation mit dem britischen Publisher Wired Productions (XXX). Ein Teil der Strategie sah den Einstieg in den Markt für Handyspiele vor. Die erste Veröffentlichung unter dem neuen Label wurde im Mai 2018 das über die Crowdfunding-Plattform Kickstarter teilfinanzierte Jump-’n’-Run-Spiel Fox n Forrests. Zum September 2018 erschien der Mobile-Titel Pretzel Games. Mit Merge Games wurde im Juli 2019 eine weitere Vertriebskooperation geschlossen.
Im Oktober 2019 übernahm Telepool den Münchener Spieleentwickler Diviad und benannte ihn in Wild River Games um. Damit wurde die bisherige Spielesparte aus Eurovideo herausgelöst und fortan als eigenständiger Geschäftsbereich unter Leitung von Marc Wardenga und Ralf Gronwald weitergeführt. Mit der Übernahme des Entwicklers sollten verstärkt eigene Entwicklungskapazitäten geschaffen werden, um Synergien mit den anderen Geschäftsbereichen von Telepool zu erzeugen, wie etwa die Vermarktung von Computerspiel-Begleitprodukten zu eigenen Filmproduktionen wie Bayala. In dieser Konstellation sollte die Eurovideo den stationären Vertrieb und die Global Screen die weltweite Vermarktung und Lizenzierung übernehmen.

## Kritik
2014 stand Telepool wegen Vetternwirtschaft in Kritik. Der Spiegel erklärte, dass Auslöser der Diskussion die Vergabe wichtiger Posten an Verwandte der Geschäftsführung war.